# SC Hassel
Der SC Hassel 1919 ist ein Sportverein aus Hassel, heute ein Stadtteil von Gelsenkirchen. Der Verein bietet die Sportarten Fußball (1919), Tischtennis (1970), Gymnastik (1975), Tennis (1977), Basketball (1977), Volleyball (1991), Breitensport (1991), Schach (1993), Koronarsport (1999) und Behindertensportabteilung für Kinder und Jugendliche (2004). Seit 2009 wird Mädchenfußball angeboten mit fünf Mannschaften im Spielbetrieb 2011/2012 sowie eine Frauenmannschaft.

## Geschichte
Der Verein wurde im April 1919 als BV Hassel gegründet und bereits 1920 in SC Buer-Hassel 1919 umbenannt. 1937 erfolgte eine Zwangsfusion mit dem Werkssportverein Bergmannsglück zu BSG Bergmannsglück Hassel, die aber 1942 bereits wieder gelöst wurde. Unter dem alten Namen hatte der Verein seinen größten Erfolg in der Saison 1944/45, als er in der damaligen höchsten Liga (Gauliga Westfalen) spielte. Allerdings fanden aufgrund der Endphase des Zweiten Weltkrieges für den SCH nur noch vier Spiele statt.
Bis ins Jahr 1970 war der SC Hassel ein reiner Fußballverein. Von 1987 bis 1991 spielte man in der drittklassigen und von 2000 bis 2005 in der viertklassigen Oberliga Westfalen. Größter Erfolg war ein achter Platz in der Saison 2001/02. Seit der Saison 2007/08 spielte der SC Hassel in der Verbandsliga Westfalen, der heutigen Westfalenliga. 2011 stieg man in die Landesliga ab und direkt wieder auf. 2016 erfolgte der Wiederaufstieg in die Oberliga. Am 8. November 2017 verkündete der Verein aus finanziellen Gründen den Rückzug aus der laufenden Saison. Am 31. Januar wurde mit Tim Kochanetzki der neue Trainer für die Saison 2018/19 in der Bezirksliga vorgestellt.

## Stadion
Spielstätte ist das Stadion Lüttinghof nahe der Autobahn A 52. Nachdem im Fußballbereich überall die Zahlen rückläufig sind, entschloss man sich 2011 im Bereich Frauen- und Mädchenfußball weiter Fuß zu fassen. Die SC Hassel Kickerinnen (der inoffizielle Name) haben mittlerweile ihre Anerkennung sowohl vereinsintern als auch in Gelsenkirchen. Im April 2010 wurde auf dem Rasenplatz des Lüttinghofstadions ein Benefizspiel einer Kreisauswahlmannschaft gegen den FC Schalke 04 durchgeführt. Ebenso besuchte die Frauenmannschaft des 1. FFC Turbine Potsdam die Anlage im Frühjahr 2010 zwecks Abschlusstraining zum Champions-League-Spiel gegen den FCR 2001 Duisburg.

## Basketball
Zum 1. Juli 2014 schloss sich die Basketballabteilung des Vereins dem FC Schalke 04 an.